# 小峰良介
小峰 良介（こみね りょうすけ）は、日本の地方公務員。東京都建設局長や、東京都技監、日本自動車ターミナル代表取締役社長、日本製鉄顧問、東松山市都市計画審議会会長などを歴任した。全日本建設技術協会谷口功労賞受賞。

## 人物・経歴
1968年北海道大学工学部土木工学科卒業、東京都入庁、建設局。1975年東京都港湾局企画部開発企画課主査。1982年東京港埠頭公社埠頭建設部施設課長。1987年東京都総務局副主幹（副知事秘書）。 1990年東京都都市計画局施設計画部新線計画担当課長。1991年東京都港湾局開発部臨海副都心開発推進室整備計画担当課長。1992年東京都港湾局港湾整備部計画課長。
1994年荒川区土木部長。1996年東京都建設局参事（計画担当）。1997年東京都建設局道路保全担当部長。1999年東京都建設局道路建設部長。2001年東京都建設局道路監。2002年東京都建設局長。2003年東京都技監、日本道路協会理事。2004年日本自動車ターミナル代表取締役社長。同年全日本建設技術協会谷口功労賞受賞。2015年瑞宝小綬章受章。2023年東京都交友会会長。
東松山市総合計画審議会副会長、東松山市都市計画審議会会長、新日本製鐡顧問、日本製鉄顧問、東京水産振興会理事、東京都道路整備保全公社評議員、都市活性化室代表執行役員、インターロッキングブロック舗装技術協会理事、土木学会有識者会議委員なども歴任した。